# Дрес
Дрес (нем. Drees) — община в Германии, в земле Рейнланд-Пфальц.
Входит в состав района Вульканайфель. Подчиняется управлению Кельберг. Население составляет 154 человека (на 31 декабря 2010 года). Занимает площадь 4,11 км².